# Detlef van Vuuren

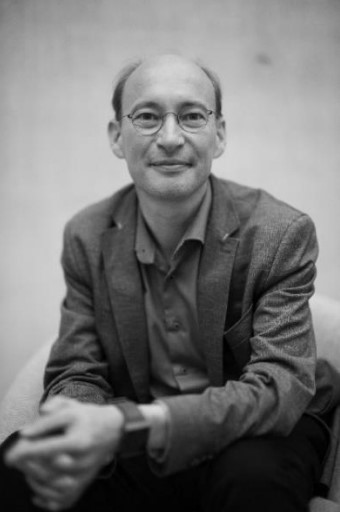
Detlef van Vuuren, 2021

Detlef van Vuuren (geb. 1970 in Beverwijk) ist ein niederländischer Klimawissenschaftler. Er ist Professor an der Universität Utrecht.

## Leben
Nach seinem Studium an der Universität Utrecht, das er 1995 in Umweltwissenschaften und Chemie abschloss, begann seine wissenschaftliche Laufbahn mit Forschungen zu Emissionsreduktionen in Europa; er trat 1996 eine Stelle als Forscher für internationale Umweltbewertungen am Nationalen Institut für öffentliche Gesundheit und Umwelt (RIVM) an. 2000 schloss er sich dem IMAGE-Projektteam als Forscher an und promovierte 2007 an der Universität Utrecht über langfristige Szenarien für Energiesysteme und Klimapolitik, wo er im Jahr 2011 zum Professor für integrierte Bewertung globaler Umweltveränderungen an der Universität Utrecht ernannt wurde.

## Wirken
Van Vuuren gilt als ein führender Klimawissenschaftler, der als Professor an der Universität Utrecht und als Forscher am Planbureau voor de Leefomgeving (PBL) tätig ist. Seine Arbeit, insbesondere durch das von ihm weiterentwickelte IMAGE-Modell (Integrated Model to Assess the Global Environment), hat bedeutende Einflüsse auf die Klimaforschung und -politik weltweit. Dieses Modell ermöglicht die Analyse der komplexen Wechselwirkungen zwischen Umwelt, Wirtschaft, Verhalten und Technologie und bietet somit eine wertvolle Grundlage für politische Entscheidungsprozesse im Kontext des Klimawandels. Van Vuuren war maßgeblich an der Erstellung von Berichten des Weltklimarates (IPCC) beteiligt, welche die Grundlage für internationale Klimaverhandlungen und -richtlinien bilden.
Für seine wissenschaftlichen Leistungen erhielt er unter anderem 2024 den Spinoza-Preis.
Er mahnt beschleunigte Anstrengungen zum Klimaschutz an:

„Wir sehen, dass die derzeitige Politik immer noch völlig unzureichend ist. Wir sind noch weit davon entfernt, die mit dem Übereinkommen von Paris verbundenen Emissionswerte zu erreichen. In diesem Sinne gibt es immer noch eine Klimakrise. Und die Frage ist, wie wir die Politik beschleunigen können. Sowohl in Bezug auf die Emissionsverringerung als auch in Bezug auf die Anpassung an den Klimawandel.“